# Scopula peralba
Scopula peralba là một loài bướm đêm trong họ Geometridae.